# Jeff Anderson

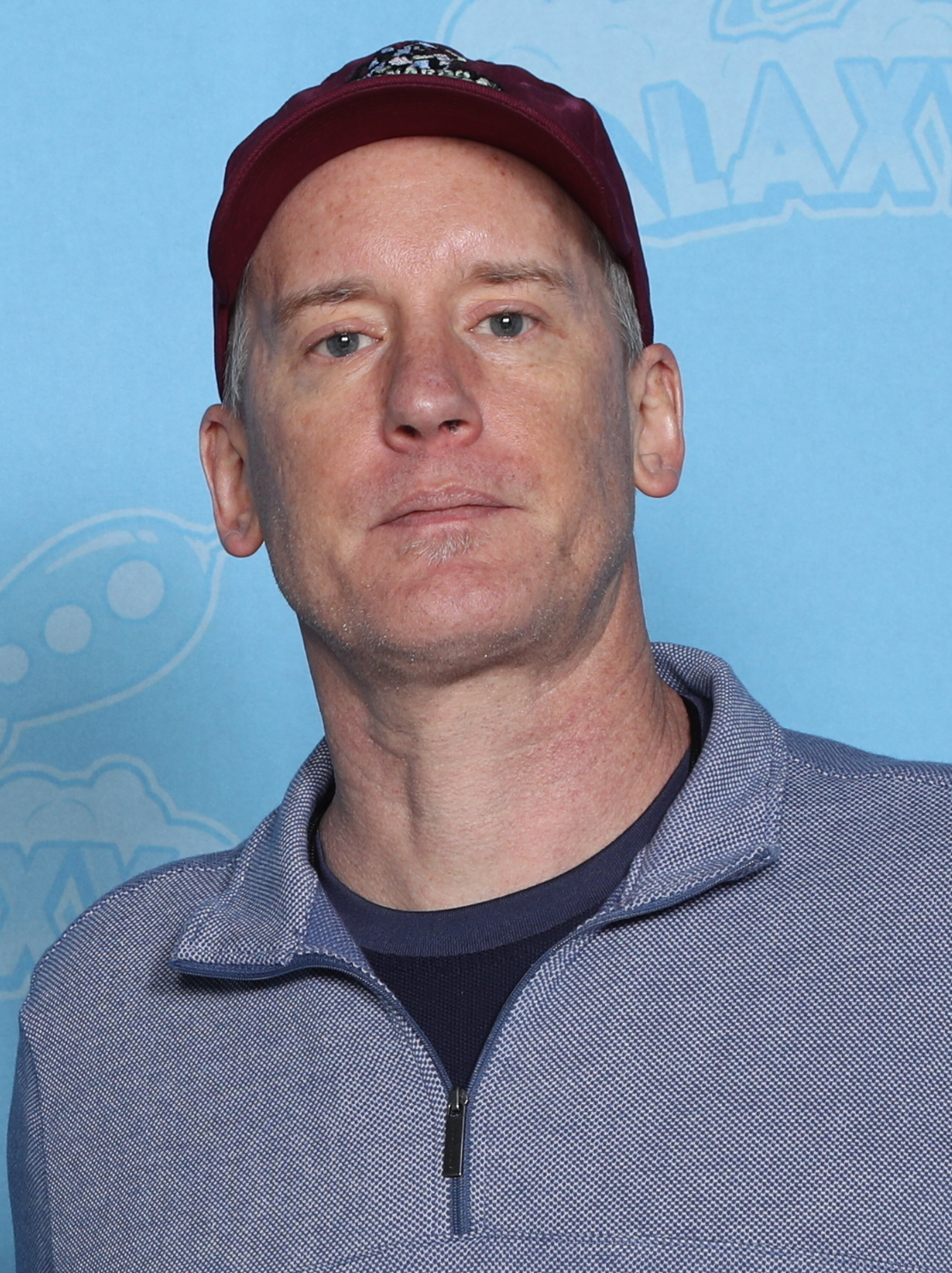
Jeff Anderson (2020)

Jeffrey Allan „Jeff“ Anderson (* 21. April 1970 in Monmouth County, New Jersey) ist ein US-amerikanischer Schauspieler.

## Leben
Jeff Anderson studierte Architektur, brach das Studium ab und zog nach Los Angeles. Zeitweise arbeitete er für das Unternehmen AT&T. Er debütierte in einer der Hauptrollen in der Komödie Clerks – Die Ladenhüter aus dem Jahr 1994. Für diese Rolle war er im Jahr 1995 als bester Debütant für den Independent Spirit Award nominiert.
In der Komödie Now You Know (2002) spielte Anderson eine größere Rolle und war außerdem Regisseur und Drehbuchautor. In der Fortsetzung der Komödie Clerks – Die Ladenhüter, Clerks 2, übernahm er ebenfalls eine der Hauptrollen. 2022 war er auch in Clerks III zu sehen.
Anderson war von 1995 bis 2005 mit der Schauspielerin Lisa Spoonhauer verheiratet. Gemeinsam spielte er mit ihr in der Komödie Clerks – Die Ladenhüter und machte ihr während der Dreharbeiten einen Heiratsantrag.

## Filmografie (Auswahl)
- 1994: Clerks – Die Ladenhüter (Clerks)
- 1999: Dogma
- 2000: Love 101
- 2001: Stealing Time
- 2001: Jay und Silent Bob schlagen zurück (Jay and Silent Bob Strike Back)
- 2002: Now You Know
- 2006: Clerks 2 (Clerks II)
- 2008: Zack and Miri Make a Porno
- 2022: Clerks III